# الأرمادا الإنجليزية
الأرمادا الإنجليزية، المعروفة أيضا باسم الأرمادا المضادة أو بعثة دريك نوريس، وهي أسطول من السفن الحربية أرسل بواسطة إليزابيث الأولى ملكة إنجلترا إلى إسبانيا في عام 1589، خلال الحرب الإنجليزية الإسبانية (1585–1604) الغير المعلنة وحرب الثمانين عاما. وكانت بقيادة السير فرنسيس دريك كأدميرال والسير جون نوريس كجنرال،
وقد أدى فشل العودة للوطن إلى نجاح إنجلترا في تدمير الأرمادا الإسبانية في السنة التي سبقتها. وأسفرت الحملة إلى توقف القوة الاستطلاعية الإنجليزية وانسحابها مع خسائر فادحة. وكان الانتصار الإسباني بمثابة إحياء لسلطة فيليب الثاني البحرية خلال العقد التالي.